# Katja Riemann
Katja Riemann, född 1 november 1963 i Weyhe, Västtyskland, är en tysk skådespelare. Hon är utbildad vid Hochschule für Musik und Theater i Hannover och Otto Falckenberg-Schule i München. Sedan slutet av 1980-talet har hon medverkat i över 100 tyska filmer och TV-produktioner. Hennes genombrott i Tyskland kom i och med filmen Abgeschminkt! 1993. I Sverige är hon känd från bl.a. TV-serien De underbara åren.
Hon är mor till filmaren och koreografen Paula Riemann.

## Filmografi, urval
- 1993 – Abgeschminkt!
- 1994 – Den åtråvärde mannen
- 1997 – Comedian Harmonists
- 1997 – Den lömska apotekerskan
- 2003 – Kvinnorna på Rosenstrasse
- 2007 – Blood & Chocolate